# Kóstas Karamanlís
Konstantinos «Kostas» Alexandru Karamanlís (en griego, Κωνσταντίνος «Κώστας» Αλεξάνδρου Καραμανλής; Atenas, 14 de septiembre de 1956) es un político griego.
Fue líder del partido Nueva Democracia en Grecia y fue proclamado primer ministro de Grecia el 10 de marzo de 2004, tras la victoria de su partido en las elecciones al parlamento celebradas el 7 de marzo de 2004. Volvió a vencer el 16 de septiembre de 2007. Durante el mes de diciembre de 2008 su gobierno hizo frente a una serie de protestas generalizadas en todo el país, protagonizadas por jóvenes, y a una jornada de huelga que, entre sus reivindicaciones, demandan la dimisión del gobierno en pleno.
Debido a la crisis económica tuvo que convocar elecciones anticipadas el 4 de octubre de 2009, en las que Nueva Democracia obtuvo el peor resultado electoral de su historia (33,9% de los sufragios y 93 parlamentarios), tras lo cual dimitió como líder del partido.
Durante las dos legislaturas del gobierno conservador de Kostas Karamanlis, se realizaron falsificaciones de los datos macroeconómicos de la contabilidad nacional. Tras las siguientes elecciones en el año 2009, el candidato socialista Georgios Papandreu obtuvo mayoría absoluta parlamentaria. Su gobierno sacó a la luz que el anterior partido estuvo falseando las cifras. El partido conservador aseguraba que el déficit griego era del 3,7 %. Posteriormente, el gobierno de Papandreu demostró que el déficit real era del 12,7 %, una cifra alarmante.
Su tío fue Constantinos Karamanlís, que también fue primer ministro Griego durante 14 años, y Presidente de la República Helénica durante otros diez.